# Madarsuma
Madarsuma (łac. Dioecisis Madarsumitanus) – diecezja historyczna w Cesarstwie rzymskim w prowincji Byzacena, współcześnie w Tunezji. Obecnie katolickie biskupstwo tytularne.

## Biskupi tytularni
| Lp. | Biskup                     | Funkcja                                   | Od                   | Do            |
| --- | -------------------------- | ----------------------------------------- | -------------------- | ------------- |
| 1   | António dos Reis Rodrigues | biskup pomocniczy Lizbony (Portugalia)    | 25 października 1966 | 3 lutego 2009 |
| 2   | Mario Fiandri              | wikariusz apostolski El Petén (Gwatemala) | 10 lutego 2009       |               |